# Murtosa
A Murtosa é uma vila portuguesa do distrito de Aveiro integrada na Região de Aveiro (NUT III) da Região Centro (NUT II), com cerca de 10 400 habitantes.
É sede do Município da Murtosa com 73,09 km² de área e 10 476 habitantes (2021), subdividido em 4 freguesias. O município é dividido em dois pelo Canal de Ovar (Ria de Aveiro). O território principal, onde se localiza a vila, é limitado a nordeste pelo município de Estarreja, e a sul liga-se aos municípios de Albergaria-a-Velha e Aveiro através da ria de Aveiro, que também o rodeia a ocidente. O território secundário é limitado a norte, por terra, pelo município de Ovar, e a sul pelo de Aveiro, e tem litoral na ria de Aveiro a leste e no oceano Atlântico a oeste. O município foi criado em 1926 por desmembramento de Estarreja.

## Freguesias

Freguesias do município da Murtosa.

O Município da Murtosa está dividido em 4 freguesias:
- Bunheiro
- Monte
- Murtosa
- Torreira

## Património
- Quinta de Caneira
- Ribeira do Gago
- Cova do Chegado
- Ribeira do Mancão
- Cambeia
- Ribeira do Martinho
- Ribeira de Pardelhas
- Bico
- Cais da Bestida
- Cais da Torreira
- Praia da Torreira
- Marina da Torreira
- Monumento ao Almirante Jaime Afreixo
- Igreja Paroquial da Murtosa
- Teatro Recreativo de Pardelhas
- Antigo Edifício da Câmara Municipal da Murtosa
- Casa da Agra
- Igreja Paroquial de Pardelhas
- Monte Branco
- Monumento aos Mortos da Grande Guerra — Murtosa;
- Monumento ao Reitor Araújo e Castro — Murtosa;
- Monumento ao Dr. Pinto Barbosa — Pardelhas;
- Monumento ao Emigrante — Murtosa;
- Monumento ao P. António Morais da Fonseca — Murtosa;
- Monumento ao D. Francisco Rendeiro — Murtosa;
- Antigo Externato 29 de Outubro — Murtosa;
- Monumento ao Moliceiro — Bico/Murtosa;
- Capela de S. Tomé — Ribeiro/Murtosa;
- COMUR — Antiga Fábrica de Conservas da Murtosa;
- Antigo edifício do Matadouro Municipal.

## Evolução da População do Município
Concelho criado pelo decreto 12.569, de 29/10/1926, pela desanexação da freguesia da Murtosa do concelho de Estarreja. Os dados relativos aos anos de 1864 a 1930 referem-se à freguesia da Murtosa
| Número de habitantes ★ | Número de habitantes ★ | Número de habitantes ★ | Número de habitantes ★ | Número de habitantes ★ | Número de habitantes ★ | Número de habitantes ★ | Número de habitantes ★ | Número de habitantes ★ | Número de habitantes ★ | Número de habitantes ★ | Número de habitantes ★ | Número de habitantes ★ | Número de habitantes ★ | Número de habitantes ★ | Número de habitantes ★ |
| ---------------------- | ---------------------- | ---------------------- | ---------------------- | ---------------------- | ---------------------- | ---------------------- | ---------------------- | ---------------------- | ---------------------- | ---------------------- | ---------------------- | ---------------------- | ---------------------- | ---------------------- | ---------------------- |
| 1864                   | 1878                   | 1890                   | 1900                   | 1911                   | 1920                   | 1930                   | 1940                   | 1950                   | 1960                   | 1970                   | 1981                   | 1991                   | 2001                   | 2011                   | 2021                   |
| 11 080                 | 12 589                 | 14 221                 | 13 755                 | 13 489                 | 13 069                 | 13 310                 | 13 794                 | 13 172                 | 12 328                 | 9 040                  | 9 816                  | 9 579                  | 9 458                  | 10 585                 | 10 476                 |

★ Número de habitantes que tinham a residência oficial neste município à data em que os censos se realizaram.	
|                | 1930  | 1940  | 1950  | 1960  | 1970  | 1981  | 1991  | 2001  | 2011  | 2021  |
| 0-14 Anos      | 4 173 | 4 435 | 4 053 | 3 865 | 2 795 | 2 602 | 2 029 | 1 654 | 1 639 | 1 403 |
| 15-24 Anos     | 2 458 | 2 255 | 2 007 | 1 938 | 1 450 | 1 546 | 1 519 | 1 355 | 1 168 | 1 075 |
| 25-64 Anos     | 5 392 | 5 642 | 5 540 | 5 076 | 3 690 | 3 964 | 4 261 | 4 549 | 5 390 | 5 415 |
| = ou > 65 Anos | 1 040 | 1 263 | 1 278 | 1 449 | 1 255 | 1 704 | 1 770 | 1 900 | 2 388 | 2 583 |

★★ De 1900 a 1950, os dados referem-se à população presente no município à data em que os censos se realizaram. Daí que se registem algumas diferenças relativamente à designada população residente.

## Comunidade piscatória da Murtosa
A Murtosa consiste numa zona piscatória com uma comunidade específica de pescadores que engloba pesca tradicional e outros tipos.
Atualmente, os seguintes barcos têm sede na Murtosa:
- Moliceiro
- Bateira de Bica
- Mercantel
- Berbigoeira
- Bateira de Canelas
- Bateira sem Bica
- Barco de Mar

## Associações desportivas do município
- Sport Marítimo Murtoense
- Associação Náutica da Torreira
- ACDM — Associação Cultural e Desportiva do Monte
- Associação Desportiva e Recreativa das Quintas
- Clube Desportivo Torreira — Mar
- Os Dragões da Murtosa — Associação Cultural, Recreativa e Desportiva
- Associação Cultural Bunheirense
- Clube Nacional de Paramotor
- Núcleo Sportinguista da Murtosa
- Casa do Benfica da Murtosa
- Rancho Folclórico "Os camponeses da beira-ria"

## Transportes
Em 2019, a Murtosa é o município onde mais se usa a bicicleta em Portugal, com 17% da população a usar as duas rodas para chegar ao trabalho ou à escola. Este valor encontra-se acima da média europeia que o Governo quer que o país atinja até 2030.

## Personalidades Ilustres
- António Pinto Barbosa
- Francisco Fernandes Rendeiro, bispo do Algarve e Coimbra

## Política

### Eleições autárquicas[9]
| Data | %       | V       | %      | V      | %     | V     | %            | V            | %              | V  | Participação   |                |
| Data | PPD/PSD | PPD/PSD | CDS-PP | CDS-PP | PS    | PS    | FEPU/APU/CDU | FEPU/APU/CDU | CH             | CH | Participação   |                |
| ---- | ------- | ------- | ------ | ------ | ----- | ----- | ------------ | ------------ | -------------- | -- | -------------- | -------------- |
| Data | 1976    | 57,01   | 3      | 19,40  | 1     | 16,47 | 1            | 2,19         | -              |    |                | 56,80 / 100,00 |
| 1979 | 65,36   | 4       | 16,59  | 1      | 11,32 | -     | 3,13         | -            | 70,31 / 100,00 |    |                |                |
| 1982 | 66,39   | 4       | 14,34  | 1      | 9,88  | -     | 3,26         | -            | 63,52 / 100,00 |    |                |                |
| 1985 | 70,13   | 5       | 7,77   | -      | 13,33 | -     | 5,05         | -            | 57,61 / 100,00 |    |                |                |
| 1989 | 43,76   | 2       |        |        | 52,60 | 3     | 0,95         | -            | 55,73 / 100,00 |    |                |                |
| 1993 | 43,34   | 2       | 8,91   | -      | 44,16 | 3     | 0,77         | -            | 60,70 / 100,00 |    |                |                |
| 1997 | 63,21   | 4       | 5,85   | -      | 27,38 | 1     | 0,52         | -            | 59,76 / 100,00 |    |                |                |
| 2001 | 63,62   | 4       | 3,58   | -      | 26,54 | 1     | 1,48         | -            | 55,59 / 100,00 |    |                |                |
| 2005 | 63,51   | 4       | 0,82   | -      | 29,79 | 1     | 1,81         | -            | 59,78 / 100,00 |    |                |                |
| 2009 | 66,30   | 4       | 2,18   | -      | 27,06 | 1     | 1,62         | -            | 52,15 / 100,00 |    |                |                |
| 2013 | 70,92   | 6       | 5,67   | -      | 16,28 | 1     | 2,35         | -            | 48,19 / 100,00 |    |                |                |
| 2017 | 72,35   | 4       | 5,78   | -      | 15,49 | 1     | 1,98         | -            | 50,03 / 100,00 |    |                |                |
| 2021 | 71,10   | 4       | 4,84   | -      | 15,97 | 1     | 2,32         | -            | 2,00           | -  | 47,29 / 100,00 |                |

### Eleições legislativas
| Data | %     | %     | %     | %    | %     | %     | %        | %     | %    | %     | %    | %   | %       | % | %  | %  |
| Data | PSD   | CDS   | PS    | PCP  | UDP   | AD    | APU/ CDU | FRS   | PRD  | PSN   | B.E. | PAN | PSD CDS | L | CH | IL |
| ---- | ----- | ----- | ----- | ---- | ----- | ----- | -------- | ----- | ---- | ----- | ---- | --- | ------- | - | -- | -- |
| 1976 | 53,70 | 22,55 | 13,60 | 0,94 | 0,68  |       |          |       |      |       |      |     |         |   |    |    |
| 1979 | AD    | AD    | 13,36 | APU  | 0,74  | 74,01 | 3,57     |       |      |       |      |     |         |   |    |    |
| 1980 | AD    | AD    | FRS   | APU  | 0,37  | 77,41 | 3,75     | 11,27 |      |       |      |     |         |   |    |    |
| 1983 | 57,35 | 13,05 | 20,20 | APU  | 0,35  |       | 3,26     |       |      |       |      |     |         |   |    |    |
| 1985 | 60,23 | 10,57 | 14,10 | APU  | 0,43  | 2,88  | 6,47     |       |      |       |      |     |         |   |    |    |
| 1987 | 77,78 | 3,36  | 10,69 | CDU  | 0,22  | 1,48  | 1,34     |       |      |       |      |     |         |   |    |    |
| 1991 | 79,05 | 4,23  | 12,35 | CDU  |       | 0,70  | 0,27     | 0,54  |      |       |      |     |         |   |    |    |
| 1995 | 63,97 | 9,63  | 22,74 | CDU  | 0,17  | 0,64  |          | 0,21  |      |       |      |     |         |   |    |    |
| 1999 | 62,93 | 9,76  | 22,80 | CDU  |       | 1,23  | 0,14     | 0,52  |      |       |      |     |         |   |    |    |
| 2002 | 68,01 | 8,92  | 18,76 | CDU  | 0,92  |       | 1,43     |       |      |       |      |     |         |   |    |    |
| 2005 | 55,97 | 7,53  | 26,41 | CDU  | 2,00  | 3,63  |          |       |      |       |      |     |         |   |    |    |
| 2009 | 51,50 | 12,53 | 21,23 | CDU  | 3,01  | 6,11  |          |       |      |       |      |     |         |   |    |    |
| 2011 | 60,85 | 11,77 | 14,05 | CDU  | 3,16  | 3,09  | 0,59     |       |      |       |      |     |         |   |    |    |
| 2015 | CDS   | PSD   | 18,60 | CDU  | 3,19  | 6,17  | 0,69     | 62,89 | 0,48 |       |      |     |         |   |    |    |
| 2019 | 45,86 | 5,53  | 26,34 | CDU  | 2,74  | 6,81  | 2,64     |       | 0,57 | 0,79  | 0,72 |     |         |   |    |    |
| 2022 | 45,90 | 2,60  | 31,75 | CDU  | 1,38  | 3,44  | 1,01     | 0,47  | 6,45 | 3,20  |      |     |         |   |    |    |
| 2024 | AD    | AD    | 19,31 | CDU  | 41,39 | 1,04  | 3,41     | 1,45  | 1,62 | 21,75 | 4,28 |     |         |   |    |    |